# بن ۱۰ (مجموعه تلویزیونی ۲۰۰۵)
بن ۱۰ (به انگلیسی: Ben 10) که با عنوان بن ۱۰ کلاسیک (به انگلیسی: Classic Ben 10) نیز شناخته می‌شود یک مجموعه پویانمایی آمریکایی است که توسط من آو اکشن ساخته، توسط کارتون نتورک استودیوز تولید و تلویزیون داخلی برادران وارنر توزیع شده است. این مجموعه درباره پسری ۱۰ ساله به نام بن تنیسن است که یک دستگاه بیگانه شبیه ساعت به نام "اومنی‌تریکس" را به مچ دست خود متصل می‌کند. این دستگاه به او این امکان را می‌دهد که به ۱۰ موجود بیگانه مختلف با توانایی‌های متفاوت تبدیل شود و به مبارزه با شیطنت‌ها در زمین و فضا بپردازد. او در این کار به همراه دخترعمه‌اش، گوئن، و پدربزرگش، مکس، فعالیت می‌کند. این مجموعه برای نخستین بار در تاریخ ۲۷ دسامبر ۲۰۰۵ به عنوان یک پیش‌نمایش در شبکه کارتون نت‌ورک پخش شد که بخشی از نگاه پنهانی هفته بود و در کنار سایر برنامه‌ها نظیر شریک ورزشی من یک میمون است، پسر ربات و زیکس به نمایش درآمد. سپس این مجموعه به صورت کامل از ۱۳ ژانویه ۲۰۰۶ تا ۱۵ آوریل ۲۰۰۸ پخش شد.
این مجموعه به تدریج محبوبیت پیدا کرد و برای دو جایزه امی نامزد شد که یکی از آنها را به خاطر «دستاورد فردی برجسته در انیمیشن» برنده شد. این نمایش منجر به ایجاد یک فرنچایز شد که شامل سه ادامه به نام‌های بن ۱۰: نیروی بیگانه، بن ۱۰: بیگانه نهایی و بن ۱۰: اومنیورس می‌باشد. همچنین در سال ۲۰۱۶ یک بازنگری از مجموعه نیز عرضه شد.

## داستان

بن در سری کلاسیک

بن به همراه پدربزرگش به منطقه‌ای جنگلی سفر می‌کند. در اولین روز سفرشان شهاب‌سنگی به زمین برخورد می‌کند که در واقع سفینه‌ی یکی از خدمتکاران آزموث به نام زایلین است که هنگام جنگ با ویلگکس شرور به زمین پناه آورده‌‌است.
آمنیتریکس با دی‌ان‌ای مکس تنیسون تطبیق داده شده اما با توجه به شباهت دی‌ان‌ای بن و پدربزرگش به دست بن وصل می‌گردد.
آمنیتریکس که از نسل ۲۱ تکنولوژی است و موجودی فضایی به نام آزموث آن را ساخته است، به صاحب خود این اجازه را می‌دهد که به ده موجودی که به‌طور پیش فرض درون آمنیتریکس وجود دارد، تبدیل شود. البته اگر یک موجود فضایی به ساعت دست بزند یا به آن نزدیک شود، ساعت، دی‌ان‌ای آن موجود را جذب می‌کند و یک موجود به موجودات ساعت بن‌ تن (بنجامین تنیسون) اضافه می‌شود و اینگونه بن، آمنیتریکس را از شر آن‌ها در امان نگه می‌دارد؛ البته در این راه پدربزرگ او با سلاح‌های خود، گوئن با کتاب جادویی و مادربزرگش با قدرتی که دارد به او کمک می‌کنند.
بن تن در سری اول، که به‌عنوان بهترین سری از فرنچایز نیز شناخته می‌شود وظیفه دارد با آدم فضایی‌های شرور بجنگد و زمین و خانواده‌اش را در مقابل آن‌ها حفظ کند. همچنین در این مجموعه شرور اصلی ویلگکس است.